# 艾氏新鰻鯰
艾氏新鰻鯰，為輻鰭魚綱鯰形目鰻鯰科的其中一種，分布於新幾內亞北部的淡水流域，體長可達27公分，為底棲性魚類，棲息在丘陵山區的雨林溪流河川，屬肉食性，生活習性不明。

## 擴展閱讀
維基物種上的相關：艾氏新鰻鯰